# Mohsin Riaz
Mohsin Riaz es un empresario, estratega de negocios, experto en comercio electrónico y persona influyente. Ha aparecido en varios medios de comunicación nacionales, como Fox, USA Today, Daily Herald, Benzinga y NCN.

## Primeros años y educación
Riaz nació en Sialkot, Pakistán. Siguiendo los pasos de su padre, que era fabricante de insignias, uniformes y parches militares, Riaz se inclinó por aprender habilidades empresariales y de marketing desde una edad temprana. Estudió en el instituto público de la ciudad y más tarde se licenció en el Murray College de Sialkot (Pakistán).

## Carrera
Riaz comenzó su carrera a los 17 años trabajando como consultor informático y, al mismo tiempo, empezó a trabajar como autónomo. Después de 3 años, dejó la empresa para dedicarse a sus propios negocios. Puso en marcha otras empresas en el Reino Unido y EE. UU. que se dedican al comercio electrónico. Durante este tiempo siguió trabajando con empresas tecnológicas multinacionales.
Como influenciador de negocios, Mohsin Riaz ayuda a la gente a entender la importancia de las múltiples fuentes de ingresos y les enseña a navegar por las complejidades de encontrar información fiable y cultivar habilidades de altos ingresos. Como autónomo, es capaz de trabajar en varios proyectos simultáneamente, lo que garantiza que sus fuentes de ingresos nunca se agoten. Mohsin Riaz también muestra sus análisis de éxito en las redes sociales, los sitios web para autónomos y las plataformas de comercio electrónico como prueba de que su enfoque de la generación de ingresos es práctico. Es el fundador de Riaz Impex LLC, con sede en Estados Unidos, que opera con los negocios de comercio electrónico. También ofrece servicios relacionados con la programación, la ciberseguridad, el Big data y ha sido reconocido como Top rated Freelancer en Fiverr.